# Discographie de One Piece
La discographie de One Piece se compose d'un grand nombre d'albums basés sur la franchise éponyme créée par Eiichirō Oda. De nombreux thèmes musicaux et images albums ont été commercialisés pour un total de 49 singles. De plus, de nombreuses musiques en provenance de l'anime, des films ou jeux vidéo. 
En 2014, la série se compose de 35 thèmes musicaux ; 22 génériques d'ouverture et 19 génériques de fin. Aucun générique de fin n'est présenté entre les épisodes 279 et 326 ; après cette période, les génériques passent de 110 secondes à 150. Dans la version américaine de l'anime, éditée par Funimation, les épisodes 1 à 206 se composent de génériques chantées en anglais par les acteurs, avant de laisser les génériques originaux après l'épisode 207.

## Compilations
| Date | Titre | Classement | Classement      | Ref.  |
| Date | Titre | Place      | Nb. de semaines | Ref.  |
| ---- | --- | ---------- | --------------- | ----- |
| 2002 | One Piece: Character Song Album (「One Piece ワンピース」キャラクターソングアルバム) - Sortie : 16 mars 2002 - Label : Avex Trax                                                                                           | —          | —               |       |
| 2003 | One Piece: Best Album (ワンピース主題歌集, Wan Pīsu: Shudai Kashū) - Sortie : 30 juillet 2003 - Label : Avex Trax | 5          | 17              |       |
| 2004 | ７人の麦わら海賊団ライヴ大海戦！ワンピース キャラクターソングアルバム Piece.2 (Shichinin no Mugiwara Kaizokudan Raivu Dai Kaisen! One Piece: Character Song Album: Piece 2) - Sortie : 25 février 2004 - Label : Avex Trax | 104        | 2               |       |
| 2005 | One Piece: Best Album (2nd Piece) (ワンピース主題歌集 2nd Piece, Wan Pīsu: Shudai Kashū (2nd Piece)) - Sortie : 24 mars 2005 - Label : Avex Trax                                                                           | 16         | 13              |       |
| 2005 | One Piece: Character Song Carnival!! (ワンピース キャラソンカーニバル！！) - Sortie : 2 février 2005 - Label : Avex Trax                                                                                                   | 194        | 1               |       |
| 2007 | One Piece: Super Best - Sortie : 7 mars 2007 - Label : Avex Entertainment | 12         | 20              |       |
| 2010 | One Piece Memorial Best - Sortie : 17 mars 2010 - Label : Avex Trax | 1          | 1               | [ 1 ] |
| 2013 | One Piece 15th Anniversary Best Album - Sortie : 16 janvier 2013 - Label : Avex Trax | 3          | 1               | [ 2 ] |

## Singles
| Date(s) | Titre(s) | Artiste(s)                                       | Classement | Classement      | Réf.  |
| Date(s) | Titre(s) | Artiste(s)                                       | Place      | Nb. de semaines | Réf.  |
| ------- | --- | ------------------------------------------------ | ---------- | --------------- | ----- |
| 1999    | We Are! (ウィーアー！) (thème d'ouverture 1) - Sortie : 20 novembre 1999 - Label : Columbia Music Entertainment - Animation Kobe Theme Song Award de l'année 2000 - Utilisé pour le générique de début des épisodes 1–47, épisodes spéciaux télévisés, La grande aventure sur la mer inexplorée, et dans le film One Piece : Le film - Une version composée par l'Équipage au chapeau de paille est utilisé comme générique de début des épisodes 279–283. (gén. d'ouverture 7) - Une version composée par TVXQ est utilisée comme thème d'ouverture dans les épisodes 373 à 394. (thème d'ouverture 10) | Hiroshi Kitadani                                 | 67         | 5               | [ 4 ] |
| 1999    | Memories (thème de fin 1) - Sortie : 1er décembre 1999 - Label : Sony Music Entertainment - Utilisé en tant que générique de fin des épisodes 1 à 30 et de One Piece : Le film | Maki Otsuki (ja)                                 | 94         | 1               | [ 5 ] |
| 2000    | Run! Run! Run! (thème de fin 2) - Sortie : 9 août 2000 - Label : Sony Music Entertainment - Utilisé comme thème de fin dans les épisodes 31 à 63. | Maki Otsuki                                      | 14         | 10              |       |
| 2000    | Believe (thème d'ouverture 2) - Sortie : 29 novembre 2000 - Label : Avex Trax - Utilisé comme thème d'ouverture dans les épisodes 48 à 115 et dans Nejimaki-shima no Bōken. | Folder5                                          | 16         | 14              |       |
| 2001    | lit. I Am Right Here (私がいるよ, Watashi Ga Iru Yo) (thème de fin 3) - Sortie : 25 avril 2001 - Label : Warner Music Japan - Thème de fin pour les épisodes 64 à 73 | Tomato Cube                                      | 58         | 3               |       |
| 2001    | lit. That Is a Fact (しょうちのすけ, Shouchi no Suke) (thème de fin 4) - Sortie : 22 août 2001 - Label : Sony Music Entertainment - Thème de fin pour les épisodes 74 à 81. | Suitei Shōjo                                     | 47         | 5               |       |
| 2001    | Before Dawn (thème de fin 5) - Sortie : 28 novembre 2001 - Label : Avex Trax - Thèmes de fin des épisodes 82 à 94 | Ai-Sachi                                         | 33         | 7               |       |
| 2002    | Fish (thème de fin 6) - Sortie : 6 février 2002 - Label : Cutting Edge - Thèmes de fin des épisodes 95 à 106 | The Kaleidoscope                                 | 92         | 1               |       |
| 2002    | lit. Dazzling (まぶしくて, Mabushikute) - Sortie : 27 février 2002 - Label : Avex Trax - Thèmes de fin pour Chinjū-tō no Choppā-ōkoku | Dasein                                           | 40         | 2               |       |
| 2002    | lit. Glory Because You Are Here (Glory: 君がいるから, Glory: Kimi Ga Iru Kara) (thème de fin 7) - Sortie : 22 mai 2002 - Label : Sonic Groove - Thèmes de fin des épisodes 107 à 118. | Takako Uehara                                    | 15         | 4               |       |
| 2002    | lit. Toward the Light (ヒカリヘ, Hikari E) (thème d'ouverture 3) - Sortie : 24 juillet 2002 - Label : Ki/oon Records - Thèmes de fin des épisodes 116 à 168 | The Babystars                                    | 42         | 20              |       |
| 2002    | Shining Ray (thème de fin 8) - Sortie : 7 août 2002 - Label : Cutting Edge - Thèmes de fin des épisodes 119 à 127 et 129 à 132 | Janne Da Arc                                     | 8          | 4               |       |
| 2002    | Free Will/Violet Flow (thème de fin 9) - Sortie : 26 décembre 2002 - Label : Avex Trax - Free Will est le thème de fin des épisodes 133 à 155 | Ruppina                                          | 15         | 4               |       |
| 2003    | lit. Family (7 Straw Pirates Version) (Family (７人の麦わら海賊団篇), Family (Shichinin no Mugiwara Kaizokudan Hen)) - Sortie : 5 février 2003 - Label : Avex Trax - Thème de fin de l'épisode 128 et des épisodes spéciaux Ouverture vers la grande bleue ! L'immense rêve d'un papa, Mamoru! Saigo no Dai Butai et Nemmatsu Tokubetsu Kikaku! Mugiwara no Rufi Oyabun Torimonochō. | 7 pirates du chapeau de paille                   | 115        | 2               |       |
| 2003    | Sailing Day/Lost Man (Sailing Day/ロストマン) - Sortie : 12 mars 2003 - Label : Toy's Factory - Sailing Day est le thème de fin de Deddo Endo no Bōken. | Bump of Chicken                                  | 2          | 2               |       |
| 2003    | Faith/Thousand Lights (thème de fin 10) - Sortie : 20 août 2003 - Label : Avex Trax - Faith est le thème de fin des épisodes 156 à 168. | Ruppina                                          | 30         | 4               |       |
| 2003    | Every-one Peace! - Sortie : 18 septembre 2003 - Label : Avex Trax | Monkey D. Luffy                                  | 51         | 4               |       |
| 2003    | Eyes of Zoro - Sortie : 18 septembre 2003 - Label : Avex Trax | Roronoa Zoro                                     | 42         | 4               |       |
| 2003    | Between the Wind - Commercialisation : 18 septembre 2003 - Label : Avex Trax | Nami                                             | 58         | 3               |       |
| 2003    | Moulin Rouge (ムーランルージュ) - Sortie : 18 septembre 2003 - Label : Avex Trax | Sanji                                            | 41         | 3               |       |
| 2003    | Jungle Fever - Sortie : 29 octobre 2003 - Label : Avex Trax | 7 Straw Hat Pirates, etc.                        | 39         | 3               |       |
| 2003    | A to Z (générique de fin 11) - Sortie : 12 novembre 2003 - Label : Avex Trax - Thème de fin des épisodes 169 à 181 | ZZ                                               | 45         | 7               |       |
| 2003    | lit. Usopp's Flower Arrangement (ウソップの花道, Usopp no Hanamichi) - Sortie : 17 décembre 2003 - Label : Avex Trax | Usopp                                            | 121        | 2               |       |
| 2003    | Present (プレゼント) - Commercialisation : 17 décembre 2003 - Label : Avex Trax | Tony Tony Chopper                                | 96         | 2               |       |
| 2003    | My Real Life - Sortie : 17 décembre 2003 - Label : Avex Trax | Nico Robin                                       | 106        | 2               |       |
| 2004    | Bon Voyage! (thème d'ouverture 4) - Sortie : 14 janvier 2004 - Label : Columbia Music Entertainment - Thème de fin des épisodes 169 à 206 | Bon-Bon Blanco                                   | 8          | 14              |       |
| 2004    | lit. Moon and Sun (月と太陽, Tsuki to Taiyou) (thème de fin 12) - Sortie : 3 mars 2004 - Label : Avex Trax - Thème de fin des épisodes 182 à 195 | shela                                            | 45         | 4               |       |
| 2004    | lit. To That Place (あの場所へ, Ano Basho E) - Sortie : 10 mars 2004 - Label : Sony Music Entertainment - Thème de fin dans Norowa re ta Seiken | Harebare                                         | 16         | 10              |       |
| 2004    | Dreamship (thème de fin 13) - Sortie : 11 août 2004 - Label : Cutting Edge - Thème de fin des épisodes 196 à 206 | Aiko Ikuta                                       | 83         | 2               |       |
| 2004    | Hurricane Girls - Sortie : 29 septembre 2004 - Label : Avex Trax | Nami, Nico Robin                                 | 76         | 3               |       |
| 2004    | Friends (フレンズ) - Sortie : 29 septembre 2004 - Label : Avex Trax | Usopp, Tony Tony Chopper                         | 81         | 2               |       |
| 2004    | Respect! - Sortie : 29 septembre 2004 - Label : Avex Trax | Monkey D. Luffy, Roronoa Zoro, Sanji             | 47         | 3               |       |
| 2004    | lit. Map of the Heart (ココロのちず, Kokoro no Chizu) (thème d'ouverture 5) - Sortie : 17 novembre 2004 - Label : Imperial Records - Thème d'ouverture des épisodes 207 à 263 | Boystyle                                         | 24         | 17              |       |
| 2004    | Twinkle Twinkle/歌え！クリスマス～ジングルベル (Twinkle Twinkle/Utae! Christmas? Jingel Bell) - Sortie : 25 novembre 2004 - Label : Avex Trax | Tony Tony Chopper/7 pirates du chapeau de paille | 71         | 3               |       |
| 2005    | lit. Even If I Spend Too Much Time Dreaming (夢見る頃を過ぎても, Yume Miru Goro Wo Sugitemo) - Sortie : 2 mars 2005 - Label : EMI Music Japan - Thème de fin pour Omatsuri Danshaku to Himitsu no Shima | Kishidan                                         | 7          | 10              |       |
| 2005    | lit. Mask/Future Voyage (仮面／未来航海, Kamen/Mirai Koukai) (thème de fin 14) - Sortie : 4 mai 2005 - Label : Avex Trax - Mirai Koukai est utilisé comme thème de fin des épisodes 207 à 229. | Tackey & Tsubasa                                 | 1          | 8               |       |
| 2005    | Eternal Pose (エターナルポーズ) (thème de fin 15) - Sortie : 27 juillet 2005 - Label : Rhythm Zone - Thème de fin des épisodes 230 à 245. | Asia Engineer                                    | 17         | 8               |       |
| 2005    | You Are the One/Fly Merry Fly - Sortie : 21 décembre 2005 - Label : Avex Trax | 7 pirates du chapeau de paille/Usopp             | 87         | 1               |       |
| 2006    | Dear Friends (thème de fin 16) - Sortie : 11 janvier 2006 - Label : Tearbridge Records - Thème de fin des épisodes 246 à 255 | Triplane                                         | 39         | 5               |       |
| 2006    | lit. Because Tomorrow Will Come (明日は来るから, Asu wa Kuru Kara) (thème de fin 17) - Sortie : 8 mars 2006 - Label : Rhythm Zone - Thème de fin des épisodes 256 à 263. | TVXQ                                             | 22         | 5               |       |
| 2006    | lit. Peas/Barefoot Cinderella Boy (サヤエンドウ/裸足のシンデレラボーイ, Sayaendou/Hadashi no Cinderella Boy) - Sortie : 15 mars 2006 - Label : Johnny's Entertainment - "Sayaendou" est utilisé comme thème de fin pour Karakuri-jō no Meka Kyohei | NewS                                             | 1          | 14              |       |
| 2006    | Brand New World (thème d'ouverture 6) - Sortie : 26 juillet 2006 - Label : Pony Canyon - Thème d'ouverture des épisodes 264 à 278. | D-51                                             | 15         | 11              |       |
| 2006    | Adventure World (thème de fin 18) - Sortie : 26 juillet 2006 - Label : Avex Trax - Thème de fin des épisodes 264 à 278. | Delicatessen (デリカテッセン)                    | 105        | 2               |       |
| 2006    | lit. The Song of Chopperman (チョッパーマンのうた, Chopperman no Uta) - Sortie : 13 décembre 2006 - Label : Avex Trax | Chopperman, Dr Usodabada                         | 109        | 2               |       |
| 2007    | Compass - Sortie : 14 mars 2007 - Label : Tsubasa Records - Thème de fin pour Épisode d'Alabasta: Sabaku no Ōjo to Kaizoku-tachi | Ai Kawashima                                     | 17         | 6               |       |
| 2007    | X (Dame)/Crazy Rainbow (thème d'ouverture 8) - Sortie : 18 avril 2007 - Label : Avex Trax - "Crazy Rainbow" est utilisé comme thème de fin dans les épisodes 284 à 325. | Tackey & Tsubasa                                 | 1          | 12              |       |
| 2007    | Jungle P (thème d'ouverture 9) - Sortie : 7 novembre 2007 - Label : Avex Trax - Thème de fin des épisodes 326 à 372 | 5050                                             | 87         | 2               |       |
| 2008    | lit. It Also (またね, Matane) - Sortie : 27 février 2008 - Label : Universal Music - Thème de fin pour Episode of Chopper Plus: Fuyu ni Saku, Kiseki no Sakura. | Dreams Come True                                 | 8          | 8               |       |
| 2008    | A Thousand Dreamers/Franky! Guarantee! (フランキー！ギャランティー！) - Sortie : 27 février 2008 - Label : Avex Trax | Huit pirates du chapeau de paille, etc.          | 125        | 1               |       |
| 2009    | Share the World/We Are! (thèmes d'ouverture 10 et 11) - Sortie : 22 avril 2009 - Label : Rhythm Zone - "We Are!" est le thème d'ouverture des épisodes 373 à 394 - "Share The World" est le thème d'ouverture des épisodes 394 à 425 | TVXQ                                             | 1          | 45              |       |
| 2010    | Kaze o Sagashite (風をさがして, Searching for the Wind) (thème d'ouverture 12) - Sortie : 13 janvier 2010 - Label : Avex Trax - Thème d'ouverture des épisodes 426 à 459 | Yaguchi Mari avec le chapeau de paille           | 2          | 11              |       |
| 2010    | One Day (thème d'ouverture 13) - Sortie : 20 octobre 2010 - Label : Rhythm Zone - Thème d'ouvertures des épisodes 460 à 492. | The Rootless                                     | 3          | 32              |       |
| 2011    | Fight Together (thème d'ouverture 14) - Sortie : 27 juillet 2011 - Label : Avex Trax - Thème d"ouverture des épisodes 493 à 516 | Namie Amuro                                      | 2          | 7               |       |
| 2011    | We Go! (thème d'ouverture 15) 「ウィーゴー！」 - Sortie : 2 octobre 2011 - Label : — - Thème d'ouverture depuis l'épisode 517 | Hiroshi Kitadani                                 | -          | -               | [ 6 ] |
| 2011    | NEW WORLD - Sortie : 12 décembre 2011 - Label : Avex Entertainment | Brook                                            | 19         | -               |       |

## Bandes originales
| Date | Titre | Réf. |
| ---- | --- | ---- |
| 2000 | One Piece: Music & Song Collection - Sortie : 18 mars 2000 - Label : Columbia Music Entertainment - Bande originale du film One Piece, le film. |      |
| 2000 | One Piece: Song Collection - Sortie : 20 juillet 2000 - Label : Columbia Music Entertainment - Bande originale de la série télévisée. |      |
| 2000 | One Piece: Music & Song Collection 2 - Sortie : 21 septembre 2000 - Label : Columbia Music Entertainment - Bande originale de la série télévisée. |      |
| 2000 | One Piece: Music & Song Collection 3 - Sortie : 21 décembre 2000 - Label : Columbia Music Entertainment - Bande originale de la série télévisée. |      |
| 2001 | 劇場版「One Pieceワンピース“ねじまき島の冒険”」ミュージックファイル (Gekijōban: "One Piece: Nejimaki-shima no Bōken" Music Files) - Sortie : 14 mars 2001 - Label : Avex Trax - Bande originale du film Nejimaki-shima no Bōken. |      |
| 2001 | One Piece: Music & Best Song Collection - Sortie : 20 juillet 2001 - Label : Columbia Music Entertainment - Bande originale de la série télévisée. |      |
| 2001 | One Piece: Best Song Collection (ワンピース ベスト・ソングコレクション) - Sortie : 1er décembre 2001 - Label : Columbia Music Entertainment - Bande originale de la série télévisée. |      |
| 2001 | One Piece: Grand Battle! 2 Music & Song Collection (One Piece: グランドバトル！2 Music & Song Collection) - Sortie : 21 décembre 2001 - Label : Columbia Music Entertainment - Bande originale du jeu vidéo Grand Battle! 2. |      |
| 2002 | 劇場版「One Pieceワンピース 珍獣島のチョッパー王国」ミュージックコレクション (Gekijōban: "One Piece: Chinjū-tō no Choppā-ōkoku" Music Collection) - Sortie : 13 mars 2002 - Label : Avex Trax - Bande originale du film Chinjū-tō no Choppā-ōkoku. |      |
| 2003 | 劇場版ワンピースThe Movieデッドエンドの冒険 ミュージックコレクション (Gekijōban: "One Piece: The Movie: Deddo Endo no Bōken" Music Collection) - Sortie : 5 mars 2003 - Label : Avex Trax - Bande originale du film Deddo Endo no Bōken. |      |
| 2004 | 劇場版『ワンピース 呪われた聖剣』サウンドトラック (Gekijōban: "One Piece: Norowa re ta Seiken" Soundtrack) - Sortie : 10 mars 2004 - Label : Avex Trax - Bande originale du film Norowa re ta Seiken. |      |
| 2005 | ワンピース劇場版『オマツリ男爵と秘密の島』サウンドトラック (One Piece: Gekijōban: "Omatsuri Danshaku to Himitsu no Shima" Soundtrack) - Sortie : 2 mars 2005 - Label : Avex Trax - Bande originale du film Omatsuri Danshaku to Himitsu no Shima. |      |
| 2006 | ワンピース劇場版『カラクリ城のメカ巨兵』サウンドトラック (One Piece: Gekijōban: "Karakuri-jō no Meka Kyohei" Soundtrack) - Sortie : 1er mars 2006 - Label : Avex Trax - Bande originale du film Karakuri-jō no Meka Kyohei. |      |
| 2007 | ワンピース 映像音楽完全盤 (One Piece: Eizō Ongaku Kanzen Ban) - Sortie : 31 janvier 2007 - Label : Columbia Music Entertainment - Bande originale de la série télévisée. |      |
| 2007 | ワンピース劇場版『エピソードオブアラバスタ 砂漠の王女と海賊たち』サウンドトラック (One Piece: Gekijōban: "Episode of Alabasta: Sabaku no Ōjo to Kaizoku-tachi" Soundtrack) - Sortie : 7 mars 2007 - Label : Avex Trax - Bande originale du film Episode of Alabasta: Sabaku no Ōjo to Kaizoku-tachi. |      |
| 2008 | One Peace チョッパースペシャルCD!!「ワンピース エピソード オブ チョッパー＋冬に咲く、奇跡の桜」サウンドトラック＆チョッパーキャラソンコレクション (One Peace Chopper Special CD!! "One Piece: Episode of Chopper Plus: Fuyu ni Saku, Kiseki no Sakura" Soundtrack & Character Song Collection) - Sortie : 27 février 2008 - Label : Avex Trax - Bande originale du film Episode of Chopper Plus: Fuyu ni Saku, Kiseki no Sakura. |      |
| 2009 | ONE PIECE ブルックスペシャルCD ブルックと麦わら海賊団の音楽会 (One Piece Brook Special CD Brook to mugiwara kaizoku-dan no ongaku kai) - Sortie : 1er avril 2009 - Label : Avex Trax - Bande originale de la série télévisée |      |

## Accueil
Carl Kimlinger de Anime News Network explique que « One Piece a toujours su faire usage de thèmes musicaux, » qu'il décrit comme « un mélange d'histoires de pirates, de musiques d'action, et de thèmes individuels entraînants. » Margaret Veira de Active Anime explique, concernant la série, que « la musique de fond correspondent parfaitement aux actions qui s'y déroulent. »